# Carlos Suárez García-Osorio
Carlos Suárez García-Osorio (Madrid, 23 maggio 1986) è un cestista spagnolo.

## Statistiche

### Eurolega
| Anno      | Squadra     | PG  | PT | MP   | TC%  | 3P%  | TL%  | RP  | AP  | PRP | SP  | PP  |
| --------- | ----------- | --- | -- | ---- | ---- | ---- | ---- | --- | --- | --- | --- | --- |
| 2004-2005 | Estudiantes | 6   | 2  | 14,4 | 72,0 | 50,0 | 66,7 | 2,0 | 0,5 | 0,3 | 0,0 | 8,2 |
| 2010-2011 | Real Madrid | 23  | 21 | 23,5 | 36,4 | 32,9 | 80,0 | 4,3 | 1,7 | 0,5 | 0,1 | 6,5 |
| 2011-2012 | Real Madrid | 16  | 15 | 18,4 | 41,5 | 24,3 | 84,6 | 2,6 | 1,2 | 0,9 | 0,2 | 4,6 |
| 2012-2013 | Real Madrid | 29  | 26 | 17,0 | 38,5 | 28,0 | 59,3 | 3,0 | 1,3 | 0,3 | 0,1 | 3,6 |
| 2013-2014 | Málaga      | 24  | 7  | 24,5 | 31,7 | 30,1 | 83,3 | 4,0 | 2,1 | 0,6 | 0,2 | 5,5 |
| 2014-2015 | Málaga      | 18  | 5  | 20,0 | 35,7 | 25,5 | 81,0 | 4,2 | 1,4 | 0,4 | 0,2 | 5,5 |
| 2015-2016 | Málaga      | 24  | 9  | 18,5 | 30,7 | 25,5 | 73,5 | 3,5 | 1,8 | 0,8 | 0,2 | 3,9 |
| 2017-2018 | Málaga      | 30  | 7  | 19,0 | 38,9 | 35,2 | 84,6 | 3,5 | 2,2 | 0,4 | 0,1 | 5,4 |
| Carriera  | Carriera    | 170 | 92 | 19,9 | 37,2 | 29,7 | 78,1 | 3,5 | 1,7 | 0,5 | 0,1 | 5,1 |

## Palmarès
- Campionato spagnolo: 1

Real Madrid: 2012-13
- Copa del Rey: 1

Real Madrid: 2012
- Supercoppa spagnola: 1

Real Madrid: 2012
- Eurocup: 1

Malaga: 2016-17